# Франко Петро Михайлович

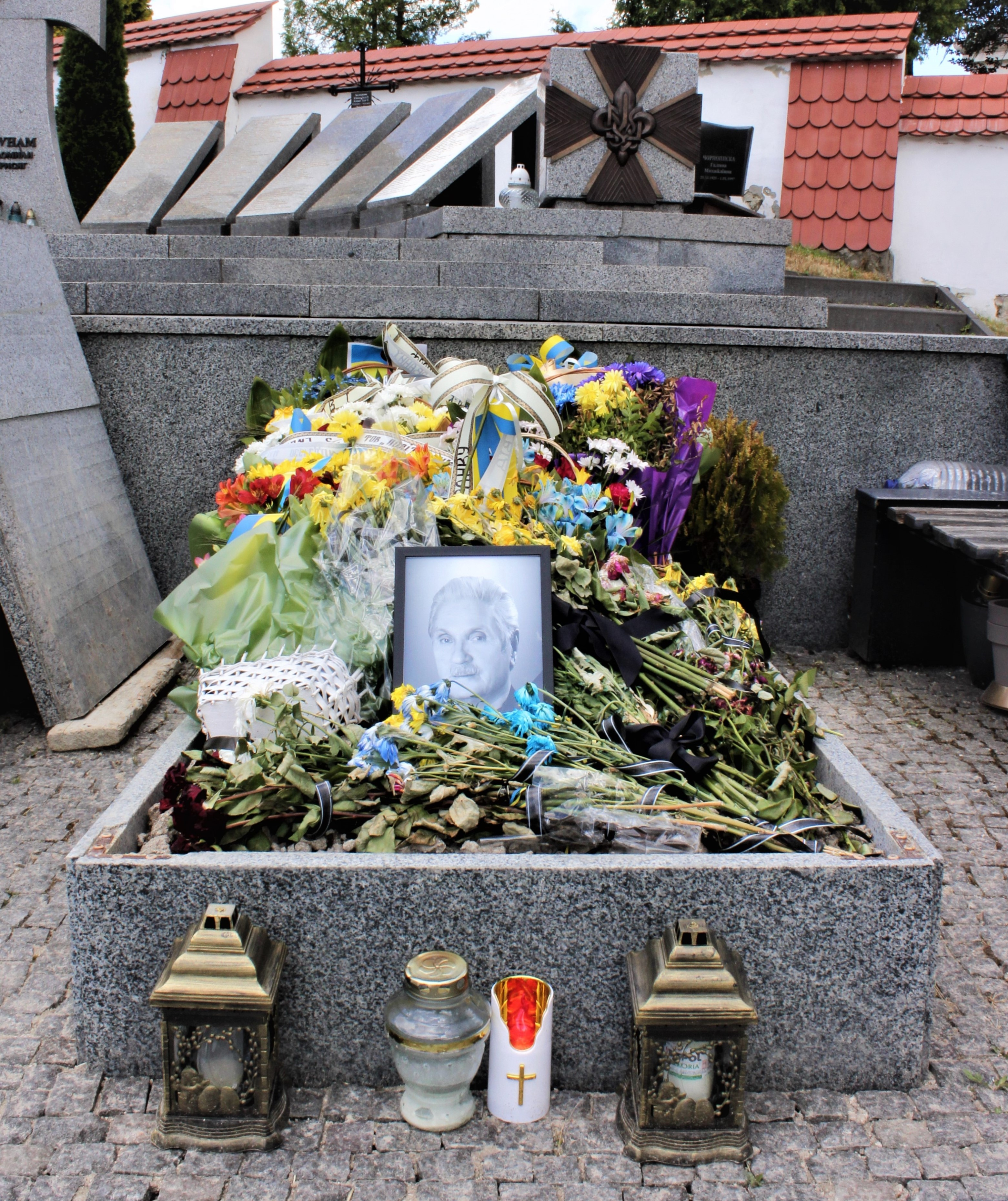
Могила Петра Михайловича Франка на 83 полі Личаківського цвинтаря

Петро Михайлович Франко (4 липня 1934, с. Глиниці — 28 травня 2024, м. Львів) — почесний голова Всеукраїнського Товариства політичних в'язнів і репресованих, дослідник, письменник, редактор, громадський діяч.

## Біографія
Народився 4 липня 1934 року в селі Глиниці (нині Яворівський район Львівської області). У 1973 р. закінчив Львівський технікум громадського харчування, а у 1989 р. — Інститут підвищення кваліфікації ТП ЦП НТО.
За участь у національно-визвольній боротьбі 1949 року 15-річним юнаком був ув'язнений і за рішенням Особливої наради при МГБ СРСР засуджений на 5 років особливих концентраційних таборів.
Ув'язнення відбував у Мордовських особливих концтаборах під каторжним номером Ц-117, який був викарбований на його табірній одежі. 27 березня 1990 р. на клубі Львівського молочного заводу (де він працював з 1963 по 1998 р.) встановив синьо-жовтий прапор чи не вперше в Україні. Реабілітований 1991 року. Сеньйор Пласту. З 1992 року є членом Комісії Львівської обласної ради з питань поновлення прав реабілітованих, а від 1996 року — член Міжвідомчої комісії у справах увічнення пам'яті жертв війни та політичних репресій
Львівської облдержадміністрації. Помічник-консультант народного депутата України ІІ-го та IV-го скликань Лева Глухівського, радник голови обласної ради. (1998, 2006 р.р.), член організаційного комітету по відновленню
військового меморіалу Українських Січових Стрільців на Янівському кладовищі, поле 38 у Львові (1993 р.). Член організаційного комітету по спорудженню військового меморіалу Української Галицької Армії на Личаківському кладовищі, поле 76 у Львові (1996 р.)
1992 р. обраний головою Львівського обласного Товариства політичних в'язнів і репресованих.
З серпня 2010 р. по серпень 2015 р. голова Всеукраїнського товариства політичних в'язнів і репресованих.
Співзасновник журналу «Свобода народів» (1994 р.)
«Козацька пошта» виготовила і погасила 133 поштові конверти з марками, присвячені видатним державним, церковним, політичним, науковим, політичним і військовим, громадським діячам, учасникам національно-визвольної боротьби, юнацтву ОУН-УПА. Засновник, дизайнер і видавець, член Асоціації філателії України Андрій Пилюх. Автор біографічних довідок Петро Франко (2015—2022 pp.).
Член редакційної колегії журналу «Свобода народів» (1994—1997 pp.).
Член обласної редакційної колегії науково-документальних видань «Книга пам'яті», «Національна книга пам'яті жертв Голодомору 1932—1933 років в Україні», «Реабілітовані історією» (1994, 2008, 2009—2014 рр.).
Член редакційної колегії газети «Нація і Держава» (1996—1999 pp.).
Почесний член Спілки офіцерів України (1997 р.).
Член громадського комітету з виготовлення, освячення і відправлення державного герба України до Києва, який встановлено на Верховній Раді України та Міністерстві закордонних справ України (2001 р.).
Член редакційної колегії громадського та літературного часопису Всеукраїнського товариства політичних в'язнів і репресованих «Зона» (з 2003 року). А з 2007 р. член редакційної колегії книжки «Всеукраїнське товариство політичних в'язнів і репресованих», «історія створення та діяльність» Київ 2007 р.
За його ініціативи і керівництва виготовлено та встановлено на фасаді школи села Бунова на Яворівщині художньо-меморіальну таблицю Юрію Липі, а у місті Львові Романові Сушку, Петрові Франку, патріархові Йосипу Сліпому, головнокомандуючому УПА Роману Шухевичу, полковнику Армії УНР, коменданту УВО, голові Проводу ОУН Євгенові Коновальцю, митрополитові Андрею Шептицькому (1994, 1996, 1996, 1997, 2000, 2004, 2008 рр.). Ініціатор найменування вулиць Митрополита Андрея Шептицького та Героїв УПА у Львові.
У 2002 р. зібрав, підготовив і подав архівні матеріали Голові місії Постуляційного центру беатифікації і канонізації святих УГКЦ з проханням на беатифікацію мученика отця Андрія Бандеру (в журналі «Пізнай правду» за листопад 2010 —  лютий 2011 рр. стало відомо, що з 47-ми кандидатів до прослави славою блаженного отець Андрій Бандера є першим).
Один з ініціаторів відновлення військових поховань УСС і УГА на 38-му полі Янівського кладовища та надання 76-го поля на Личаківському кладовищі у Львові для поховання борців за волю України 40-х- 50-х років XX століття (1992 р.). Член організаційного комітету будівництва меморіалу «Пам'яті жертв радянського політичного терору» 1941 року наполі № 55 Янівського кладовища у м. Львові (2004 p.).
Член Фонду та організаційного комітету спорудження пам'ятника Степанові Бандері у Львові (1993 р.)
Член організаційних комітетів зі спорудження пам'ятників:
- головнокомандувачу УПА Романові Шухевичу у Львові (2007 р.)
- Гайдамакам у м. Львові (2007 р.)
- Митрополита Андрея Шептицького у Львові (2010 р.)
- Євгена Коновальця у м. Львові (2013 р.)
- Героїв ЗУНР та УГА у м. Львові (2018 р.)
- гетьмана Петра Сагайдачного (2018 р.)

За його старанням було виготовлено, встановлено і освячено металевий кований терновий вінок на місці загибелі народного композитора Ігоря Білозіра прос. Шевченка, 17 у м. Львові (2000 р.)
Домігся в обласній раді виділення значної суми коштів на виготовлення пам'ятника голови ОУН Андрія Мельника (с. Якубова Воля на Дрогобиччині 2006 р.) та надмогильний пам'ятник письменнику, громадсько-просвітницькому і політичному діячу, лікарю УПА Юрію Липі с. Бунів на Яворівщині (2013 р.).
За його клопотанням і наполегливістю обласне управління культури виділило кошти на виготовлення і встановлення художньо-меморіальної таблиці головного командира УПА Романа Шухевича і встановлено на вул. Ковельській, 50, де була явочна квартира генерала Р. Шухевича у 1946 р. у м. Львові. Таблиця була відкрита 23 жовтня 2017 р.
У 2007 р. зібрав, підготовив архівні матеріали і подав клопотання до Голови Львівської обласної ради про присвоєння почесного найменування «Повітряне командування „Захід“ імені Петра Франка» (є Указ Президента України від 28 березня 2008 р. № 281/2008 про присвоєння імені Петра Франка 7 бригаді тактичної авіації повітряного командування «Захід» повітряних сил Збройних Сил України").
Член Ради зі створення музею визвольної боротьби у Львові вул. Лисенка 23а (2008 p.).
Працюючи з архівними документами у 2005 p., виявив тайні поховання 26-х дітей у братській могилі, яких ночами привозили з Львівських в'язниць № 2 і 4 протягом 1949—1951 pp., на Янівському кладовищі  (поле 50). За його ініціативою і домаганнями 20 травня 2012 р. було відкрито і освячено величавий надмогильний пам'ятник цим дітям.
У 1999 р. домігся прирівняння малолітніх політичних в'язнів до учасників бойових дій УПА та прийняття відповідного рішення Львівської обласної ради (Рішення № 196 від 29.06.1999 р.), а у 2009 р. відносно надання пільг для дітей, які були вивезені з батьками у Сибір, народженні у тюрмах та засланні (Рішення № 850 від 10 березня 2009 р).
Ініціатор і організатор проведення на Всеукраїнському рівні у Львові урочистої академії з нагоди 120-річчя від дня народження співзасновника «Пласту», сотника Української Галицької Армії і організатора утворення Летунського полку УГА, винахідника, ученого-хіміка, професора, члена НТШ, сина Великого Каменяра Петра Франка (2010 р.).
Член організаційного комітету та художньої ради по будівництву меморіального музейного комплексу тоталітарних режимів «Територія Терору» (проспект В.Чорновола, 45 у м. Львові (2011 p.).
Член організаційного комітету з підготовки та відзначення у Львівській Архиєпархії двадцятип'ятиліття виходу з підпілля Української Греко-Католицької Церкви (2013 р).
Член Центру національного виховання ім. А. Шептицького та благодійного фонду «Святий Юр» (2014 р.).
Член Громадської Ради «Святий Юр» (2014 р.).
Член Національної спілки журналістів України (2018 р.).
Член редакційної колегії Всеукраїнського товариства «Меморіал імені Василя Стуса» (2018 р.).
Петро Франко організував і провів п'ять Всеукраїнських Зборів (З'їздів) учасників Норильського повстання (1953 p.), Українських політичних в'язнів у м. Львові (1993, 1998, 2003, 2008, 2013 pp.) та три Всеукраїнських Збори (З'їзди) Українських малолітніх політичних в'язнів комуністичних особливих концтаборів у 40-50-х роках XX століття (2008, 2009, 2015 pp.).
Від Святішого Отця Івана Павла II йому було уділено Апостольське Благословення (2004 р.) та від усього Кліру і вірних УГКЦ (1997 p.), також від Інституту історії церкви (2003 р.) отримав подяки.
Головний редактор і упорядник фундаментального видання 10-томного збірника нарисів, спогадів і життєписів учасників національно-визвольної боротьби першої половини XX століття «У боротьбі за волю України» (2002—2013 рр.)
Автор таких книжок:
- «Охрана труда в мясной и молочной промышленности» (Київ, «Техника», 1984)
- «Патріарх Йосиф Сліпий» — фотоальбом про життєвий і творчий шлях патріарха (1997 р.)
- «Петро Франко: сторінки життя» (1999 р.),
- «Криваві сліди Золотого вересня» (2005 р.),
- «Репресоване духовенство УГКЦ» (2006 р.),
- «Нескорене юнацтво» (2007 р.),
- «Репресоване духовенство УГКЦ» (2-ге видання, доповнене, 2007 р.),
- «Криваві сліди Золотого вересня» (2-ге видання, доповнене, 2008 р.),
- «Творчий доробок» (2009 р.),
- «20 років Поступу та звитяги» (2011 р.),
- «Ідіть за мною» (2012 р.),
- «Незламні Норильчани» (2013 р.),
- «Святець і батько» (2014 р.),
- «Діти твої, Україно» (2015 р.),
- «Героїчна церква» (2016 р.),
- «25 років поступу і звитяги» (2016 р.),
- «Перший в Україні смолоскип свободи» (2017 р.),
- «Син Великого Каменяра» (2018 р.),
- «Борці за Соборну Україну» (2019 р.),
- Каталог-довідник художніх конвертів (2022 р.),
- «Через терни до волі» (2022 р.),
- «30 років поступу і звитяги» (2022 р.).

Має понад сто двадцять опублікованих статей, перевидав книжку «Царський в'язень 1914—1917» і доповнив вступним словом (2010). Відновив історичну справедливість і упорядкував художньо-драматичні твори сина Івана Франка — Петра Франка, доповнив вступним словом і назвав книжку «Доробок» том 1 (2010), «Доробок» том 2 доповнив передмовою (2017 р.). Один із упорядників науково-популярного видання «Норильське повстання: спогади очевидців, документи» (2010 р.). Упорядник книжки «Петро Дужий» до 95-річчя з дня народження (2011 р.)
Помер у Львові 28 травня 2024 року, не доживши трохи більше місяця до свого 90-річчя. Був похований 30 травня на 83 полі Личаківського цвинтаря.

## Нагороди
- Орден Свободи (23 червня 2009)[2] — за вагомий особистий внесок у розвиток конституційних засад української державності, багаторічну сумлінну працю, високий професіоналізм у захисті конституційних прав і свобод людини і громадянина.
- Орден князя Ярослава Мудрого V ст. (25 червня 2016) — за значний особистий внесок у державне будівництво, соціально-економічний, науково-технічний, культурно-освітній розвиток України, вагомі трудові здобутки та високий професіоналізм[3]
- Орден «За заслуги» I ст. (20 серпня 2007)[4] — за значний особистий внесок у соціально-економічний, культурний розвиток Української держави, вагомі трудові досягнення та з нагоди 16-ї річниці незалежності України.
- Орден «За заслуги» II ст. (21 серпня 2004)[5] — за вагомий особистий внесок у соціально-економічний, науковий та духовний розвиток України, зразкове виконання службового і військового обов'язку, багаторічну сумлінну працю та з нагоди 13-ї річниці незалежності України.
- Орден «За заслуги» III ст. (29 жовтня 1998)[6] — за особистий внесок у розвиток української державності, активну громадську діяльність.
- Відзнака Президента України — ювілейна медаль «20 років незалежності України» (19 серпня 2011)[7]
- За особливі заслуги перед українським народом нагороджений Почесною грамотою Верховної Ради України (5 липня 2019 р.)
- За час роботи головою Товариства Світовою Лігою українських політичних в'язнів нагороджений Грамотою у 1996 р.
- У 2000 році Львівською обласною державною адміністрацією нагороджений нагрудною відзнакою «Україна. Демократія. Свобода».
- У 2002 р. в книзі «Уславлені постаті України» (випуск перший, ст. 384—385) Петра Франка занесено до почесного переліку видатних особистостей України. У цьому ж році йому призначено довічну державну іменну стипендію України.
- У 2006 році за видатні заслуги перед громадою Львова Петра Франка занесено в енциклопедичний-біографічний довідник «Львівщина та Львів'яни» (випуск 2-ий, ст. 348—349).
- Лауреат обласної премії у номінації «Журналістика і публіцистика» імені В'ячеслава Чорновола за 2007 рік.
- До 10-річчя заснування Всеукраїнського товариства політичних в'язнів і репресованих нагороджений ювілейною відзнакою (1998 р.). До 15-річчя заснування Всеукраїнського товариства «Меморіал ім. В.Стуса» нагороджений орденом «За вірність» (2003 p.).
- 3 нагоди 90-річчя від дня проголошення Західно-Української Народної Республіки Львівською обласною радою та Львівською обласною державною адміністрацією нагороджений ювілейною відзнакою «90 років ЗУНР» (2008 p.).
- В 2008 році творчу діяльність Петра Франка висвітлено у збірнику бібліографічних статей «Українська журналістика в іменах» (випуск 15, 2008 р. ст. 299—302), а також в енциклопедичному біографічному довіднику «Яворова Віть» (2009 р., ст. 377—378).
- 3 нагоди 20-ї річниці виходу Української Греко-Католицької Церкви з підпілля за віддану працю у Христовому винограднику нагороджений Почесною відзнакою (2009 р.).
- П. М. Франко — дипломант «Фонду духовного відродження ім. Митрополита Андрея Шептицького» (2009 p.).
- За вагомий особистий внесок у справу Українського національного відродження, Української держави Всеукраїнським товариством «Просвіта» ім. Тараса Шевченка нагороджений почесною відзнакою «Будівничий України» (2009 p.).
- Суспільно-політичне інформагентство «Медіастар» (Журнал «ТОП-100», ст. 76) присудило Петру Франку 1-ше місце в галузі «Культура» (2009 p.).
- Всеукраїнським товариством політичних в'язнів і репресованих у 2004, 2009 pp., Львівською обласною радою (1997, 2001, 2004, 2006, 2011 pp.), Львівською обласною державною адміністрацією (1997, 2002, 2004 pp.), Львівською міською радою (1998, 2001, 2004, 2005, 2009 pp.) нагороджений Грамотами, Подяками (2014, 2018, 2019 рр.).
- За подвижницьку працю на ниві християнської духовності та активну громадську позицію нагороджений почесною відзнакою «Пам'яті блаженного священомученика отця Омеляна Ковча» Львівською обласною радою (2012 p.).
- У 2012 р. його занесено до книги «Державні нагороди та нагороджені в України» енциклопедичне видання, Видавничий Дім, Київ, 2012 (випуск перший, ст. 34).
- 12 вересня 2012 р. нагороджений почесною відзнакою Львівської обласної ради і обласної держадміністрації «70 років УПА».
- 19 листопада 2012 р. нагороджений пам'ятною медаллю Львівської міської ради «Джерелу — 20 років».
- 15 березня 2014 р. почесною відзнакою з нагоди 75 річниці «Карпатської України» Закарпатською обласною радою і Закарпатською обласною державною адміністрацією.
- 8 липня 2014 р. нагороджений відзнакою Львівської обласної ради.
- 19 липня 2014 р. нагороджений Грамотою Львівської Архиєпархії УГКЦ, ВГО Союз Українок, Всеукраїнською лігою Українських Жінок.
- 14 серпня 2014 р. нагороджений ювілейною відзнакою «200 років з дня народження Т. Г. Шевченка» Черкаською державною обласною адміністрацією і Черкаською обласною радою.
- Лауреат обласної премії у номінації «Громадська діяльність» імені Степана Бандери 2014 рік.
- 14 грудня 2014 р. нагороджений Блаженнійшим Патріархом УГКЦ Святославом Грамотою та медаллю «Підпілля УГКЦ» «з нагоди 25-річчя виходу УГКЦ з підпілля та на знак нашої вдячності».
- У травні 2016 р. нагороджений Архієпископом і Митрополитом Львівським УГКЦ Ігорем (Возьняком) медаллю Святого Великомученика Юрія Побідоносця.
- У 2017 р. занесено до переліку Почесних імен України — еліта нації у книзі «Почесні імена України — еліта нації» (Київ, 2017 р., 4 том, С. 335).
- У жовтні 2018 р. за вагомий особистий внесок удосконалення історії футболу у Галичині та з нагоди 115-річчя ФК «Україна» нагороджений орденом професора Івана Боберського.
- 28 квітня 2018 р. Галицьким братством колишніх вояків 1-ої УД «Галичина УНР» нагороджений відзнакою «Лицарський хрест Дивізії».
- У жовтні 2018 р. за вагомий особистий внесок у військово-патріотичне виховання молоді та з нагоди 370-річчя визволення Львова від польської шляхти Універсалом Галицького козацтва імені Петра Сагайдачного удостоєний ордена Івана Сулими.
- 14 жовтня 2018 р. Національною радою жінок України нагороджений медаллю «За вірність і любов до України».
- 1 листопада 2018 р. нагороджений почесною відзнакою Львівської обласної ради «100-річчя від дня проголошення Західноукраїнської Народної Республіки».
- Відповідно до розпорядження Львівського міського голови від 1 листопада 2018 р. нагороджений відзнакою «100-річчя Української Народної Республіки».
- 16 листопада 2018 р. нагороджений почесною відзнакою Львівського торгово-економічного університету.
- У грудні 2018 р. за активну участь у спорудженні пам'ятника «Героям ЗУНР та УГА», плідну наукову роботу з дослідження історії національно-визвольної боротьби та з нагоди 100-річчя ЗУНР нагороджений Почесною грамотою ЛОДА.
- У 2019 р. занесено до переліку «Державні нагороди України кавалери та лауреати». Українська Конфедерація журналістів (Київ, 2019, том VII, С. 28-29).
- У березні 2019 р. нагороджений Подякою Львівського національного літературно-меморіального музею Івана Франка за подаровані книги, буклети, картини, які збагатили фонди дому Івана Франка.
- У серпні 2019 р. за подаровані книги для Криворівнянського літературно-меморіального музею Івана Франка нагороджений Подякою.
- У листопаді 2019 р. за багаторічну плідну працю, участь у національно-визвольній боротьбі за незалежність України, вагомий особистий внесок у розбудову Української держави та з нагоди 30-річчя створення Всеукраїнського товариства політичних в'язнів і репресованих нагороджений Почесною грамотою.
- 28 грудня 2019 р. за вагомий внесок у збереження історичної пам'яті народу, його національної свідомості та самобутності, популяризацію духовної спадщини Івана Франка та його нащадків нагороджений Почесною грамотою Державним комітетом телебачення і радіомовлення України.
- 7 жовтня 2021 р. нагороджений почесною відзнакою Львівської обласної ради «ХХХ років Незалежності України».
- Представникові Добровольчого Українського Корпусу «Правий сектор» Євгенові Зензурі 2015 р. було доручено вручити Львівському обласному товариству політичних в'язнів і репресованих прапор з автографами фронтовиків. 31 жовтня 2022 р. під час виконання бойового завдання Євген Зензура загинув смертю Героя.
- 16 грудня 2022 р. нагороджений почесною відзнакою Львівської обласної ради «80 років УПА».